# برايان دارسي
برايان دارسي (بالإنجليزية: Brian D'Arcy)‏ هو كاهن كاثوليكي بريطاني، ولد في 1 يونيو 1945.